# Sanctus Diavolos
| Оценки критиков | Оценки критиков |
| Источник        | Оценка          |
| --------------- | --------------- |
| AllMusic        | [ 1 ]           |
| MetalStorm      | [ 2 ]           |

Sanctus Diavolos — восьмой полноформатный студийный альбом греческой дарк/блэк/готик-метал Rotting Christ, вышедший в 2004 году на лейбле Century Media.

## Об альбоме
Sanctus Diavolos также является первым после ухода гитариста Костаса Вассилакопулоса и клавишника Георгиоса Толиаса. В записи приняли участие гитарист Gus G. (Dream Evil, Firewind), хор, а сам Сакис Толис исполнил партии на клавишных.
Запись альбома произведена на студии SCA в Греции, сведение делал Фредрик Нурдстрём в Швеции.

## Список композиций
1. «Visions of a Blind Order» — 3:46
2. «Thy Wings Thy Horns Thy Sin» — 4:13
3. «Athanati Este» — 5:40
4. «Tyrannical» — 5:07
5. «You My Cross» — 4:19
6. «Sanctimonius» — 3:16
7. «Serve in Heaven» — 3:55
8. «Shades of Evil» — 5:14
9. «Doctrine» — 6:28
10. «Sanctus Diavolos» — 6:41

## Участники записи
- Сакис Толис — гитары, вокал, клавишные
- Андреас Лагиос — бас
- Темис Толис — барабаны

### Приглашённые музыканты
- Gus G. — гитарное соло в «Visions of a Blind Order»